# Геракон
Геракон (др.-греч. Ἡράκων) — македонский военачальник и, по-видимому, один из правителей Мидии в последней трети IV века до н. э.

В 330 году до н. э., согласно Квинту Курцию Руфу, по приказу Александра Македонского Геракон вместе с Агафоном, Ситалком и Клеандром принял участие в убийстве находившегося в Экбатанах Пармениона. Однако Арриан имени Геракона при описании этих событий не упоминает.
Вскоре после возвращения Александра Македонского после долгого отсутствия из Индийского похода началась «великая чистка» в отношении правителей, заподозренных в дурном управлении. В 324 году до н. э. Геракон с другими стратегами был вызван из Мидии в Карманию, где им предъявили обвинение в совершении различных злоупотреблений и хищении имущества частных лиц и святилищ, так что, по словам Курция Руфа, «имя македонян сделалось ненавистным для варваров». По свидетельству Арриана, в отличие от Клеандра и Ситалка, Геракона тогда оправдали. Однако вскоре в Сузах он был уличён жителями в ограблении храма и казнён. Курций Руф сообщает только, что мидийские стратеги по приказу царя были арестованы, а казнили несколько сотен их солдат.